# State of the Union Address

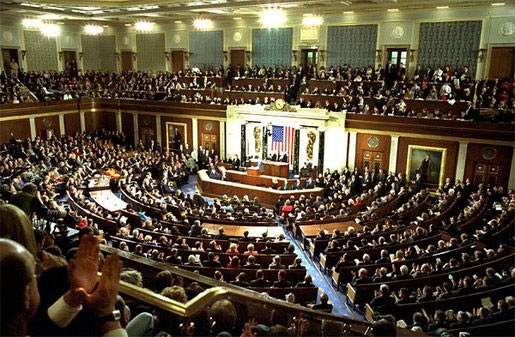
Plenarsaal des Repräsentantenhauses im Kapitol während der State of the Union Address von Präsident George W. Bush, 28. Januar 2003

Die State of the Union Address (SOTU; engl. für „Ansprache zur Lage der Union“) ist eine jährliche Veranstaltung, bei der der Präsident der Vereinigten Staaten im Rahmen einer gemeinsamen Sitzung der beiden Kammern des Kongresses eine Regierungserklärung mit seiner Einschätzung der Verhältnisse seines Landes vorträgt. Er nutzt die Gelegenheit auch, um eigene anstehende Gesetzesinitiativen zu präsentieren. Wie die Vereidigung findet auch diese Rede normalerweise jeweils im Januar statt, gelegentlich allerdings auch erst im Februar oder März. In den Jahren, in denen ein neuer Präsident sein Amt antritt, findet gewöhnlich keine State of the Union Address im Kongressgebäude statt, sondern stattdessen eine Rede anlässlich der Vereidigung, die vor dem Gebäude unter freiem Himmel gehalten wird.
In ihren Ursprüngen ist sie der Thronrede des britischen Monarchen nachgebildet und folgt einer Vorgabe aus der Verfassung, die sich an den Präsidenten richtet:

“He shall from time to time give to Congress information of the State of the Union and recommend to their Consideration such measures as he shall judge necessary and expedient.”

„Er hat von Zeit zu Zeit dem Kongress über die Lage der Union Bericht zu erstatten und Maßnahmen zur Beratung zu empfehlen, die er für notwendig und nützlich erachtet.“

Die Verfassung schreibt nicht vor, welche Form der Bericht haben, welche Inhalte er enthalten und wie häufig eine solche Berichterstattung erfolgen soll. So wie der Regierungsstil jedes Präsidenten eine eigene Handschrift trug, so individuell haben sie auch die Freiheiten genutzt, die die Verfassungsvorschrift ihnen für den Vortrag dieser Rede gelassen hat.

## Geschichte

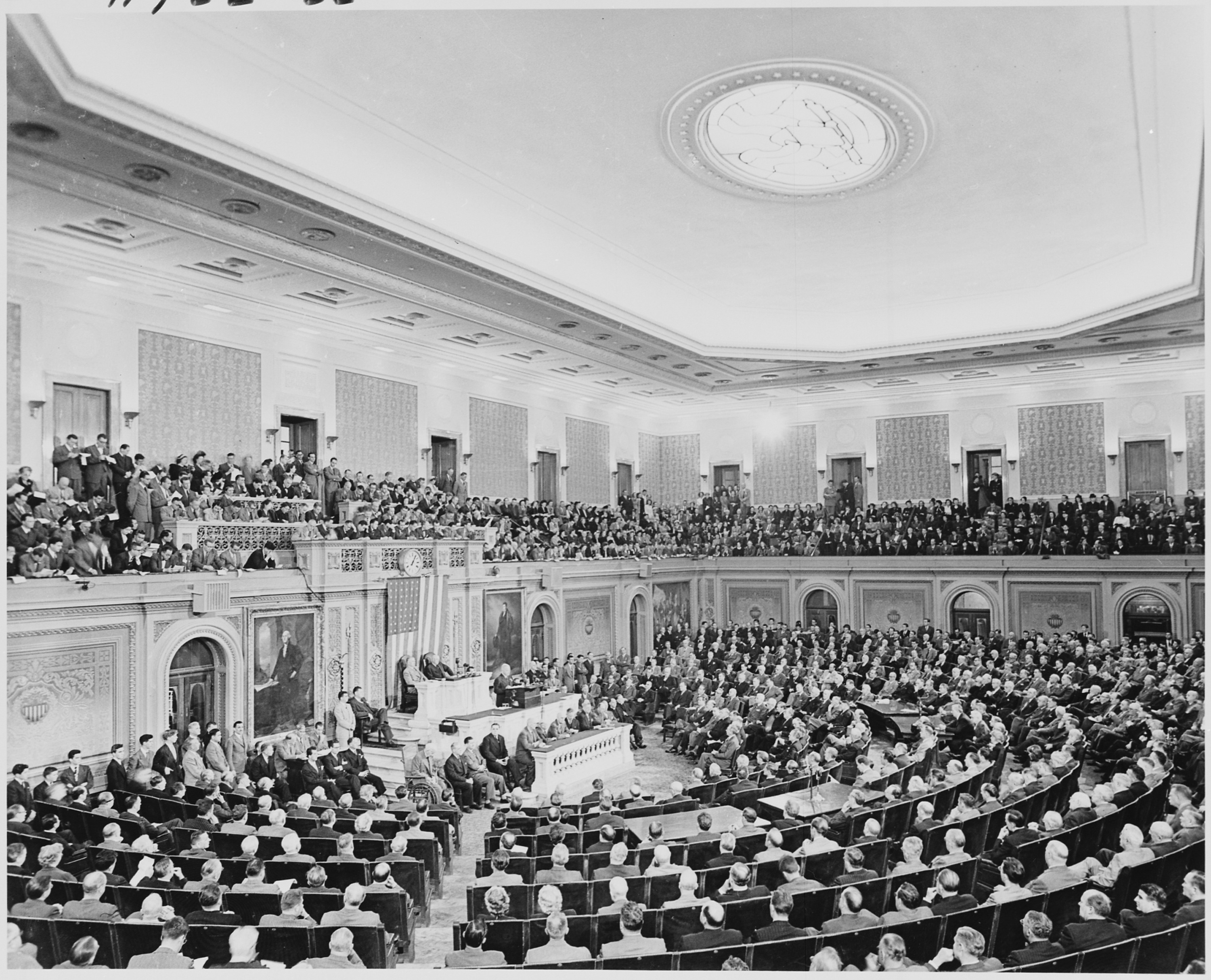
Plenarsaal während der State of the Union Address von Präsident Harry S. Truman, 4. Januar 1950

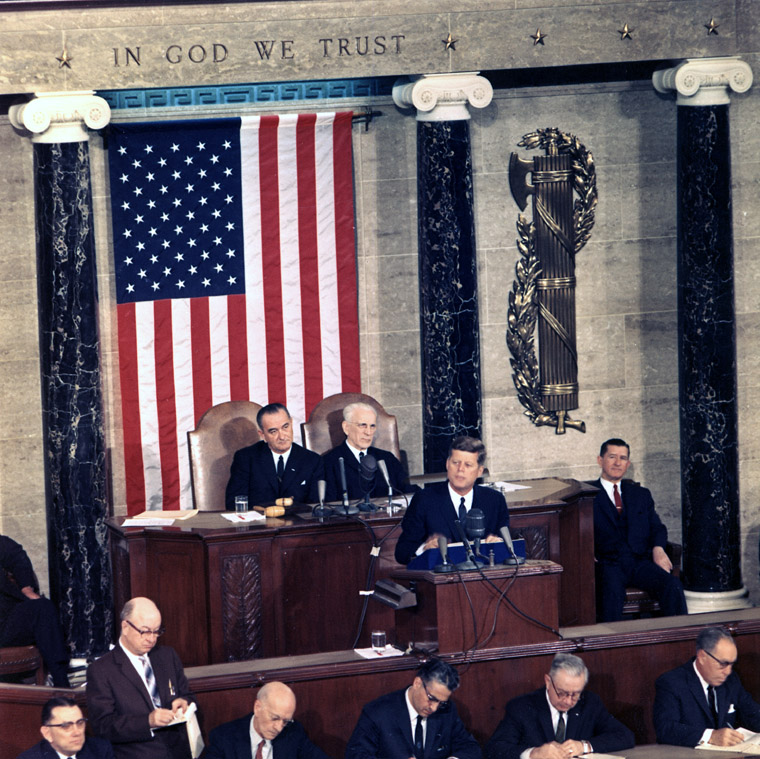
State of the Union von Präsident Kennedy, 14. Januar 1963

Die erste Rede zur Lage der Union wurde am 8. Januar 1790 vom ersten Präsidenten George Washington in der provisorischen Hauptstadt New York gehalten. Sie stand noch unter dem Eindruck der erst kurz zurückliegenden Staatsgründung, wobei der Revolutionsgeneral des Unabhängigkeitskrieges in den Auseinandersetzungen um Föderalisten und Demokratischen Republikanern an die Einigkeit unter den vormaligen Kolonien appellierte.
Thomas Jefferson, der das Land von 1801 bis 1809 regierte und sich stets gegen jeden Pomp und jeden Anklang an alte monarchische Formen wehrte, führte die bis 1913 bewahrte Tradition ein, dass der Präsident seine Rede nicht mehr selbst vortrug, sondern sie lediglich niederschrieb und dem Kongress zusandte, wo sie dann von einem Offiziellen verlesen wurde. Länge, Inhalt und rhetorische Formen variierten in der Folge; dominierten zunächst die Innenpolitik sowie die Probleme um die Sklaverei und die Sezession, so trat seit Ende des 19. Jahrhunderts zunehmend Amerikas außenpolitische Rolle in den Vordergrund.
Die Rückkehr Woodrow Wilsons zum alten Format im Jahr 1913, die Rede wieder selbst zu halten, wurde von allen nachfolgenden Präsidenten beibehalten. Bis einschließlich 1934 wurde die Rede im Dezember gehalten. Mit der Verabschiedung des 20. Zusatzartikels zur Verfassung im Januar 1933 wurde die Legislaturperiode des Kongresses von März auf Januar vorverlegt und der Zeitpunkt der Rede an deren Anfang verlegt.
Heute wird die Rede meist am letzten Dienstag im Januar gehalten, obwohl es keine bindende Vorschrift für diesen Termin gibt und im Einzelfall davon auch abgewichen wird. Dieser Fall trat in der Geschichte lediglich viermal ein: Ronald Reagan verschob seine für den 28. Januar 1986 geplante Rede um eine Woche, als gegen Mittag desselben Tages das Space Shuttle Challenger explodierte. Die Rede von Donald Trump 2019 wurde aufgrund von Unstimmigkeiten im Haushaltsstreit und dem damit zusammenhängenden längsten Government Shutdown der Geschichte der Vereinigten Staaten um knapp eine Woche verschoben, da die Sprecherin des Repräsentantenhauses Nancy Pelosi Trump keine offizielle Einladung zur Abhaltung einer gemeinsamen Sitzung des Kongresses erteilte. Die Reden von Joe Biden in den Jahren 2022 und 2023 wurden ohne Angaben von Gründen am 1. März bzw. am 7. Februar gehalten.
1922 wurde die Rede von Warren G. Harding für ein kleines Publikum über das Radio übertragen; die seines Nachfolgers Calvin Coolidge war 1923 die erste, die ein nationales Publikum erreichte. 1947 begann mit der Ansprache von Harry S. Truman auch die Übertragung im Fernsehen. Die Rede von Lyndon B. Johnson 1965 war die erste, die im Abendprogramm ausgestrahlt wurde, um ein größeres Publikum zu erreichen. Mit der Ansprache von George W. Bush wird seit 2002 die Rede zur Lage der Union auch als Livestream im Internet angeboten.

### Reden mit besonderer Bedeutung
- In seiner Rede zur Lage der Union am 2. Dezember 1823 formulierte Präsident James Monroe die für die künftige Außenpolitik der Vereinigten Staaten bedeutende Monroe-Doktrin.
- Während des Zweiten Weltkriegs formulierte Präsident Franklin D. Roosevelt am 6. Januar 1941 die „vier Freiheiten“.
- Am 23. Januar 1980 erklärte Präsident Jimmy Carter die Region am Persischen Golf zur US-amerikanischen „Einflusssphäre“.[5]
- Präsident Ronald Reagan machte in seiner Rede vom 6. Februar 1985 die Öffentlichkeit mit der nach ihm benannten Doktrin bekannt.
- Am 29. Januar 2002, in seiner ersten Rede zur Lage der Union nach den Anschlägen des 11. September, zählte Präsident George W. Bush Nordkorea, Iran und Irak zu einer „Achse des Bösen“.[6]

## Ablauf der Rede

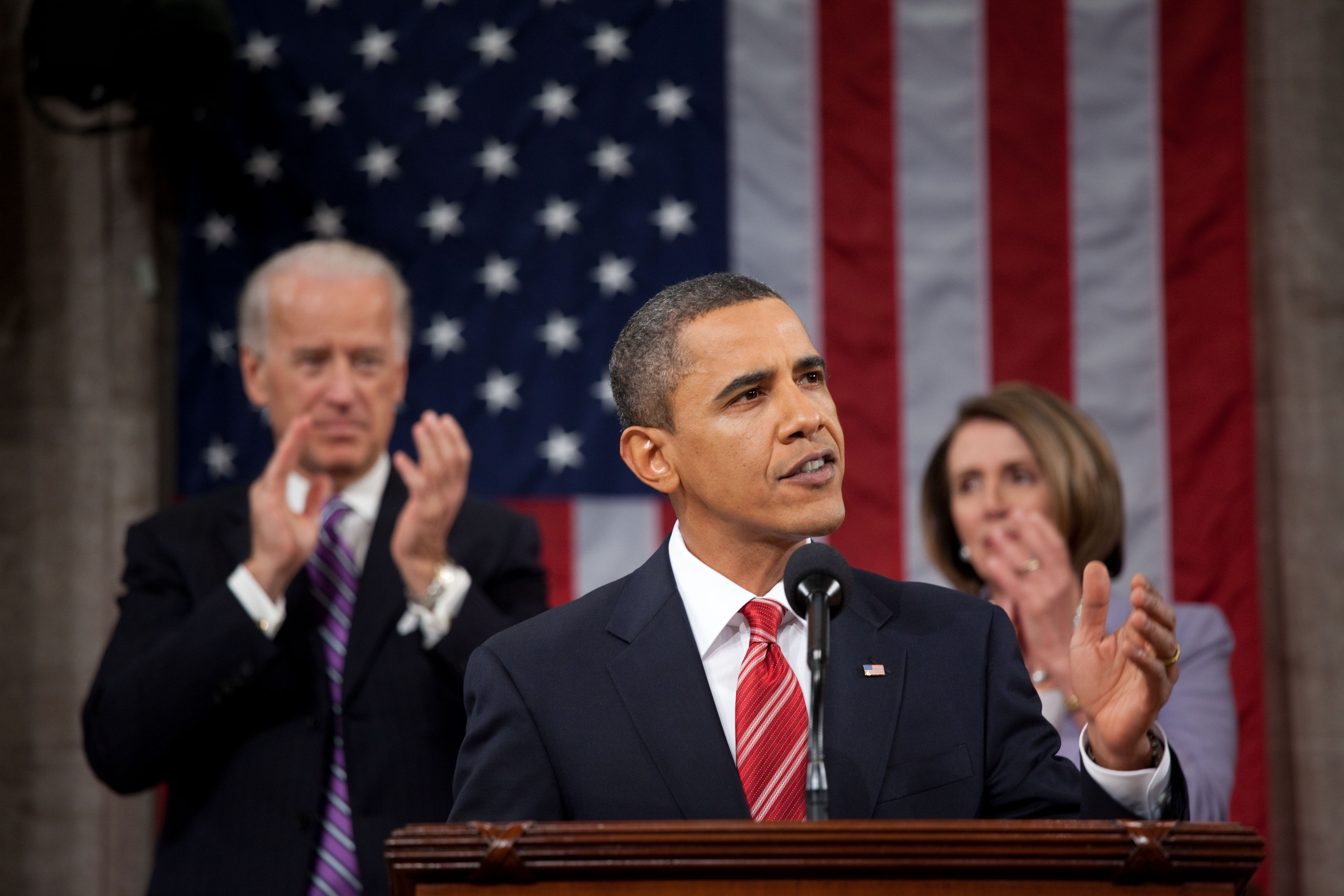
Präsident Obama während seiner Rede zur Lage der Union am 27. Januar 2010 (Audio ogg-Format) – im Hintergrund Vizepräsident Joe Biden (in seiner Rolle als Senatspräsident) und Nancy Pelosi, die Sprecherin des Repräsentantenhauses

In der State of the Union Address zeigt der Präsident traditionellerweise die erbrachten Leistungen des vergangenen Jahres auf und verweist in optimistischen Tönen auf seine Pläne für das kommende Jahr. In letzter Zeit nahmen oft auch bedeutende ausländische Staatsmänner oder aber amerikanische Bürger an der Veranstaltung als Logengäste teil, auf die der Präsident dann in der Rede Bezug nimmt.
Der Präsident ist ohne Genehmigung des Kongresses nicht befugt, den Sitzungssaal zu betreten. Formell betrachtet muss er daher zu seiner Rede vom Kongress eingeladen werden. Der Präsident wird bei seinem Eintritt in den Saal vom Zeremonienmeister des Parlaments („Sergeant at Arms of the United States House of Representatives“) mit den Worten: „Herr Sprecher, der Präsident der Vereinigten Staaten!“ (Mr. Speaker, the President of the United States!) angekündigt. Begrüßt von stehenden Ovationen schreitet der Präsident dann zum Podium und händigt vor Beginn der Rede je eine Kopie derselben an den Sprecher des Repräsentantenhaus und an den Vizepräsidenten in seiner Funktion als Vorsitzenden des Senats aus. Bei Verhinderung einer der beiden Personen wird diese in der Sitzung vom nächstranghöheren Mitglied vertreten. Sie nehmen während der Rede hinter dem Präsidenten Platz.
Die Richter des Obersten Gerichtshofes, die Mitglieder des Kabinetts sowie der Vereinigte Generalstab (Joint Chiefs of Staff) nehmen an der Versammlung teil und betonen so den Staatsakt-Charakter des Ganzen. Um im Falle eines Unglücks die Kontinuität der Staatsführung gewährleisten zu können, bleibt aber ein Kabinettsmitglied als so genannter „designated survivor“ (ausgewiesener Überlebender) der Rede fern. Seit den Anschlägen des 11. September 2001 ist es auch üblich, dass zumindest einige Kongressmitglieder sich für die Dauer der Rede an einem unbekannten Ort aufhalten, um für den Fall zur Verfügung zu stehen, dass das Kapitol Ziel eines Anschlags wird.
Wenn der lautstarke Empfang durch die Versammelten abgeebbt ist, gibt der Sprecher des Repräsentantenhauses mit einigen Schlägen seines Hammers das Zeichen, dass nun die eigentliche Zeremonie der Rede beginnt. Der Präsident wird vom Sprecher dem Haus vorgestellt, es kommt erneut zu einem kurzen Applaus, ehe der Präsident dann seine Rede beginnt.
Die Rede selbst wird heute durch die Verwendung eines Teleprompters unterstützt und dauert im Schnitt etwas über eine Stunde, wobei immer wieder Pausen entstehen, in denen Passagen durch Applaus der Anwesenden kommentiert werden, teils durch alle Versammelten, bei eher parteipolitischen Themen vor allem durch die Partei des Präsidenten.

## Reaktion der Opposition
Seit 1966 ist es Tradition, dass auf die Rede des Präsidenten eine Entgegnung durch einen Vertreter der Opposition erfolgt. Diese wird meist aus einem Studio ohne Zuschauer übertragen. 2004 trug Bill Richardson, der demokratische Gouverneur von New Mexico, seine Antwort in spanischer Sprache vor. Auf die formal erste Rede zur Lage der Union von Präsident Barack Obama am 27. Januar 2010 antwortete der republikanische Gouverneur des Bundesstaates Virginia, Bob McDonnell, auf die zweite am 26. Januar 2011 Paul Ryan und auf die dritte (24. Januar 2012) der Gouverneur des Bundesstaates Indiana, Mitch Daniels. Auf Obamas vierte Rede antwortete Senator Marco Rubio. Cathy McMorris Rodgers antwortete auf Obamas fünfte Rede (2014).

## In den Bundesstaaten
In Anlehnung an die State of the Union Address halten die Gouverneure der Bundesstaaten der USA ebenfalls alljährliche Reden zu Beginn des Jahres vor der Legislative. Im Rahmen dieser State of the State Address werden ähnliche Themen im Bezug auf die Einzelstaaten vor deren Parlamente behandelt.